# 北雍州
北雍州，中国古代的州。
东晋在襄阳侨设雍州，称原来的雍州为北雍州，治所在长安（今陕西省西安市西北）。下辖北京兆郡、冯翊郡、扶风郡、咸阳郡、始平郡、安定郡、新平郡。
前秦设置北雍州，治所设在安定（故址在今甘肃省泾川县北），后秦皇初四年（397年）改为雍州。
北魏正平元年（451年）设置北雍州。治所在杏城，故址在今黄陵县西南5公里古城村。太和三年（479年）领金明、平高、定阳、遍城、上邽、西北地六郡。辖区约为今陕西省延安市、宁夏南部及甘肃省庆阳市。太和十五年（491年）迁置宜君县，故址即今铜川市耀州区。北魏孝昌三年（527年）尚书令萧宝寅拥兵割据，关右刺史毛鸿宾立栅拒之。永安元年（528年）北雍州迁置三原县（亦名鸿宾栅，今陕西三原县西北六十里嵯峨山北），本汉池阳县地。辖境当今陕西铜川市、宜君县、富平县、三原县、淳化县、泾阳县等地。永熙元年（532年）迁治北地郡泥阳县（今陕西富平县西北），永熙二年（533年）移治华原县（今陕西铜川市耀州区东南）。西魏废帝三年（554年）改名宜州。